# 스타일라이터

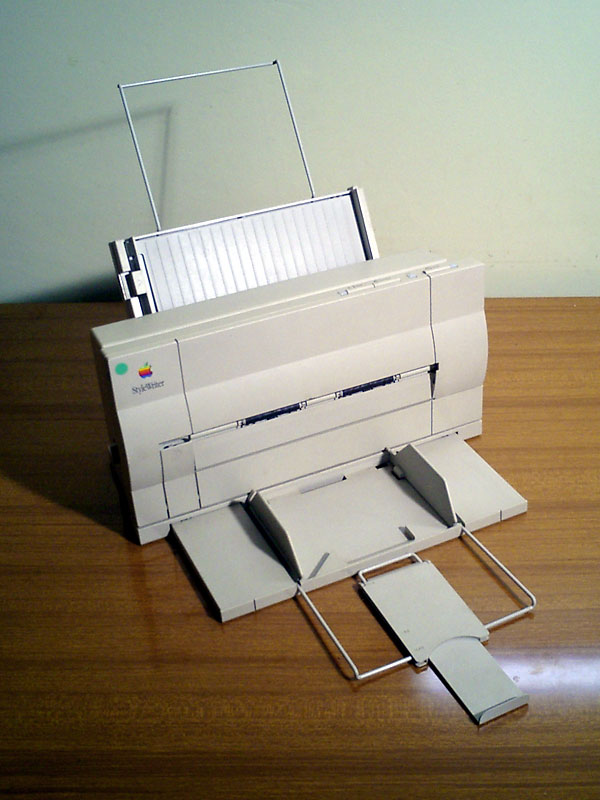
스타일라이터

스타일라이터(StyleWriter)는 주로 소비자를 대상으로 하는 애플의 잉크젯 직렬 프린터 제품군이다. 그들은 도트 매트릭스 이미지라이터(ImageWriters)보다 더 나은 인쇄 품질을 생산했으며 레이저라이터보다 저렴했다. 일부 모델을 제외한 모든 모델에는 캐논 인쇄 엔진이 포함되어 있었고 마지막 일부 모델에는 배지가 변경된 HP 데스크젯 프린터가 있었다. 1997년 스티브 잡스가 애플로 복귀했을 때 그는 스타일라이터 및 레이저라이터를 포함한 회사의 액세서리 제품 라인 대부분을 중단했다.

## 스타일라이터 모델
- StyleWriter
- StyleWriter II
- StyleWriter 1200
- Portable StyleWriter

## 컬러 스타일라이터 모델
- Color StyleWriter Pro
- Color StyleWriter 2400
- Color StyleWriter 2200
- Color StyleWriter 1500
- Color StyleWriter 2500
- Color StyleWriter 4100, 4500, and 6500